# Шарунас Саука
Шарунас Саука (лит. Šarūnas Sauka; нар.. 11 вересня 1958, Вільнюс) — литовський художник, лауреат Національної премії Литви.

## Життєпис
Живопису ШарунасСаука навчався в Литовському державному художньому інституті (нині — Вільнюська художня академія). З початку 1980-х років почав брати активну участь у мистецькому житті Литви. У 1985 році відбулася перша персональна виставка живопису Шарунаса. З цього часу його роботи демонструвалися на виставках у багатьох країнах Європи — в Люксембурзі, Угорщині, Німеччині, Польщі, скандинавських країнах та інших. У 1992 році Саука брав участь у бієнале у місті Раума (Фінляндія), в 2001 році — в бієнале країн Балтії і Скандинавії в місті Вісбю (Швеція). У 1994 році він представляв Литви на Міжнародній бієнале в Сан-Паулу (Бразилія).
У 1989 році за диптих «Грюнвальдська битва» (1987), яка своєрідно трактує визначну подію історії Литви XV століття, ШарунасСаука був нагороджений Державною премією Литви.

## Основні теми творчості
Відмітна риса творчості ШарунасаСаукаа — сцени пекла, мерзоти і фальші, які відбуваються тут, на землі, за участі різних історичних особистостей, що представляють культурні та політичні сфери, сучасних хтивих красунь, дуже часто — і самого художника, чиє сіре, розчароване обличчя демонструє страждання від того, що відбувається. Однак особливість творчості Саук становить те, що зображувані ним гидоти — розкриті нутрощі людини, органічні матеріали, що розпадаються, створюють ілюзію, нагадують, викликають захоплення манливі предмети розкоші: яскраві дорогоцінні камені, прикраси, ювелірні вироби, мармур, шовк і оксамит церковних облачень. Таке трактування об'єктів зводить зміст зображених ШарунасомСаукаом сцен з рівня пластичних ефектів до метафізичного узагальнення: художник змушує глядача відчувати одночасно і захоплення, і відразу до одного і того ж, а тим самим ставити під сумнів як свої власні, так і універсальні екзистенційні цінності.

## Нагороди та звання
- Національна премія Литви (1989)
- Орден Великого князя Литовського Гядімінаса 5-го ступеня (1998)[1]
- Почесний громадянин Зарасайського краю (2014; за розвиток і пропаганду професійного мистецтва та популяризацію Зарасайського краю в Литві і за кордоном)[2]

## Оцінки творчості
ШарунасСаука займає особливе місце в історії литовського мистецтва. Він не прагнув до типового литовському експресіонізму, пов'язаному з колористичними пошуками і запереченням літературного початку, традицією, але сформував свій почерк і своєрідну ідейну систему. Його творчість стала одним з надихаючих знаків постмодерністського перелому. Критики визначають творчістьСаукаа як «магічний реалізм» та «естетика огидного», «іронічний живопис» і навіть як «запечені згустки краси». Творчість художника відрізняє послідовність у розвитку, його сюжети і мотиви з року в рік переходять з одного полотна на інше.
Живопис ШарунасаСаукаа являє собою широкий спектр тем і жанрів: натюрморти, ілюстрації, картини-галюцинації, сцени оргій і мук, які спостерігає художник або його діти, цикл «Страсті Господні», представлені також етапне, узагальнююче творчу художню та ідейну систему Саук полотно «Пекло» і диптих «Грюнвальдська битва». Сам художник говорив про своїх роботах:
| \| \| «Творчість - це балансування на самому краю безодні - несмаку, банальності, вульгарності, аморальності, літературності, анекдотизму, кітчу і так далі. Наскільки красиво і переконливо ти зможеш балансувати, наскільки небезпечно для тебе це перебування на краю і наскільки глибока прірва - настільки глядачеві буде цікаво за тобою спостерігати. Але якщо ти переступиш межу, тобі кінець - всі побачать, що ніякої прірви насправді немає. Ти будеш виглядати нерозумно і якось нетрагічно, балансуючи на рівному місці». Оригінальний текст (лит.) Kūryba — tai balansavimas ant paties bedugnės krašto — ties beskonybe, banalybe, vulgarybe, amoralumu, literatūriškumu, anekdotu, kiču ir t.t. Kaip gražiai ir įtikinamai tu balansuosi, kaip pavojingai būsi arti krašto ir kiek gili bus bedugnė, — tiek ir bus žiūrovui įdomu tave stebėti. Bet peržengsi ribą, ir tau galas — visi pamatys, kad jokios bedugnės išvis nėra. Kvailai ir kažkaip labai netragiškai atrodysi bebalansuojantis ant lygaus lauko.[5] \| 1. 2. 3. 4. 5. - Sáuka. Visuotinė lietuvių enciklopedija (лит.). Mokslo ir enciklopedijų leidybos centras. 11 червня 2012. Архів оригіналу за 5 травня 2019. Процитовано 14 травня 2019. | |
| | «Творчість - це балансування на самому краю безодні - несмаку, банальності, вульгарності, аморальності, літературності, анекдотизму, кітчу і так далі. Наскільки красиво і переконливо ти зможеш балансувати, наскільки небезпечно для тебе це перебування на краю і наскільки глибока прірва - настільки глядачеві буде цікаво за тобою спостерігати. Але якщо ти переступиш межу, тобі кінець - всі побачать, що ніякої прірви насправді немає. Ти будеш виглядати нерозумно і якось нетрагічно, балансуючи на рівному місці». Оригінальний текст (лит.) Kūryba — tai balansavimas ant paties bedugnės krašto — ties beskonybe, banalybe, vulgarybe, amoralumu, literatūriškumu, anekdotu, kiču ir t.t. Kaip gražiai ir įtikinamai tu balansuosi, kaip pavojingai būsi arti krašto ir kiek gili bus bedugnė, — tiek ir bus žiūrovui įdomu tave stebėti. Bet peržengsi ribą, ir tau galas — visi pamatys, kad jokios bedugnės išvis nėra. Kvailai ir kažkaip labai netragiškai atrodysi bebalansuojantis ant lygaus lauko. |